# ويل كومبتون
ويل كومبتون (بالإنجليزية: William Compton)‏ هو لاعب كرة قدم أمريكية أمريكي، ولد في 19 سبتمبر 1989 في بون تير في الولايات المتحدة.

## وصلات خارجية
- ويل كومبتون على موقع مرجع كرة القدم المحترفة.كوم (الإنجليزية)